# USS Jacob Jones (DD-130)
USS Jacob Jones (DD-130) là một tàu khu trục thuộc lớp Wickes của Hải quân Hoa Kỳ trong giai đoạn Chiến tranh Thế giới thứ nhất và đã tiếp tục phục vụ trong Chiến tranh Thế giới thứ hai cho đến khi bị đắm do trúng ngư lôi phóng từ tàu ngầm U-boat Đức U-578 vào ngày 28 tháng 2 năm 1942. Nó là chiếc tàu chiến thứ hai của Hải quân Hoa Kỳ được đặt tên theo Thiếu tướng Hải quân Jacob Jones (1768–1850).

## Thiết kế và chế tạo
Jacob Jones được đặt lườn vào ngày 21 tháng 2 năm 1918 tại xưởng tàu của hãng New York Shipbuilding Corporation ở Camden, New Jersey. Nó được hạ thủy vào ngày 20 tháng 11 năm 1918, được đỡ đầu bởi bà Cazenove Doughton, chắt của Thiếu tướng Jones, và được đưa ra hoạt động vào ngày 20 tháng 10 năm 1919 dưới quyền chỉ huy của Hạm trưởng, Thiếu tá Hải quân P. H. Bastedo.

## Lịch sử hoạt động

### Những năm giữa hai cuộc thế chiến
Sau khi được trang bị tại Philadelphia, Pennsylvania, Jacob Jones khởi hành vào ngày 4 tháng 12 năm 1919 cho chuyến đi chạy thử máy tại Đại Tây Dương. Nó đi đến Pensacola, Florida, vào ngày 22 tháng 12, tiếp tục công việc huấn luyện, rồi lên đường vào ngày 3 tháng 1 năm 1920 để chuyển sang khu vực Thái Bình Dương. Đi đến San Diego vào ngày 26 tháng 1, nó hoạt động dọc theo bờ biển California trong các nhiệm vụ thực tập phòng không và tác xạ. Nó đi vào Xưởng hải quân Mare Island vào ngày 17 tháng 8 để sửa chữa và đại tu, rồi được đưa về biên chế dự bị. Quay trở lại nhiệm vụ cùng Lực lượng Khu trục trực thuộc Hạm đội Thái Bình Dương vào ngày 18 tháng 6 năm 1921, nó hoạt động từ San Diego cho đến khi được cho xuất biên chế vào ngày 24 tháng 6 năm 1922.
Được cho nhập biên chế trở lại vào ngày 1 tháng 5 năm 1930, Jacob Jones tiến hành huấn luyện tại vùng biển trải dài từ Alaska đến México như tàu hộ tống cho các tàu sân bay của Hải quân. Sau cuộc cơ động của Hạm đội Chiến trận vào tháng 8, nó đi vào Xưởng hải quân Mare Island vào tháng 11 để sửa chữa. Chiếc tàu khu trục lên đường vào ngày 4 tháng 2 năm 1931 hướng đến Panama, nơi nó tiếp tục nhiệm vụ hộ tống cho tàu sân bay Langley. Nó băng qua kênh đào Panama ngày 22 tháng 3 để thực tập cơ động tại vùng biển Caribe, rồi khởi hành vào ngày 1 tháng 5 quay về Hoa Kỳ tham gia cuộc tập trận hỗn hợp Lục-Hải quân tại vịnh Chesapeake từ ngày 26 đến ngày 29 tháng 5. Trong thời gian còn lại của mùa Hè, nó hoạt động cùng Đội khu trục 7 dọc theo bờ biển New England trước khi quay về Xưởng hải quân Boston ngày 2 tháng 10 để đại tu.
Jacob Jones khởi hành từ Boston vào ngày 1 tháng 12, để thực tập cơ động ngoài khơi Haiti. Vào ngày 13 tháng 2 năm 1932, nó rời vùng biển Caribe bắt đầu một giai đoạn kéo dài 13 tháng phục vụ như tàu hộ tống phòng không và thực hành ngư lôi dọc theo bờ biển California. Nó quay trở lại vịnh Guantánamo, Cuba, vào ngày 1 tháng 5 năm 1933 để thực hành và tập trận, và vào ngày 26 tháng 5 đã lên đường đi Norfolk để bảo trì luân phiên.
Sau hai tháng được đại tu tại Charleston, Jacob Jones quay trở lại Guantanamo vào ngày 29 tháng 11, để tuần tra và thực hành tác xạ. Nó rời công việc thường xuyên đó vào ngày 29 tháng 6 năm 1934 để lên đường đi Port-au-Prince, Haiti, làm nhiệm vụ hộ tống cho chuyến viếng thăm hữu nghị Haiti của Tổng thống Franklin D. Roosevelt. Nó quay lại hoạt động thường lệ tại vùng biển Caribe vào tháng 7, tham gia các cuộc thực tập đổ bộ tại vịnh Guantánamo trong tháng 9. Nó rời vùng biển Caribe vào cuối tháng 11 và đi vào Xưởng hải quân Norfolk ngày 3 tháng 12 năm 1934 để bảo trì trong nhiều tháng. Vào tháng 5 năm 1935, Jones đón lên tàu các học viên sĩ quan thuộc Học viện Hải quân Hoa Kỳ cho một chuyến đi huấn luyện vượt Đại Tây Dương. Nó quay trở về Norfolk vào ngày 7 tháng 6 để tuần tra ven biển và thực tập cơ động trong ba tháng tiếp theo. Nó lên đường đi New York vào tháng 9 để tham gia các cuộc cơ động tàu khu trục và hoạt động ngoài khơi New York cho đến khi đi vào Xưởng hải quân Brooklyn vào tháng 1 năm 1936 để sửa chữa và kiểm tra.
Vào ngày 15 tháng 6 năm 1936, Jacob Jones rời New York cùng nhân sự sĩ quan dự bị cho một chuyến đi huấn luyện tại vùng biển Caribe vốn kéo dài cho đến tháng 9. Sang tháng 10, nó tham gia cuộc cơ động hỗn hợp Hải-Lục quân dọc bờ biển; và sau một đợt bảo trì thường lệ tại Norfork, nó tham gia các cuộc huấn luyện quét mìn vào tháng 2 năm 1937. Đến tháng 3, nó huấn luyện cho sĩ quan thuộc Hạm đội Dự bị 5, và sang tháng 6 lại tiếp nối chuyến đi huấn luyện cho học viên sĩ quan. Jacob Jones tiếp tục đảm nhiệm vai trò tàu thực hành cho sĩ quan trừ bị cho đến ngày 15 tháng 1 năm 1938, khi nó rời Norfork cho các cuộc tập trận đổ bộ hạm đội và cơ động chiến thuật tại vùng biển ngoài khơi Puerto Rico và quần đảo Virgin. Nó quay về Norfork vào ngày 13 tháng 3, để đại tu; và sang tháng 6 lại tiếp nối các hoạt động ngoài khơi Norfork, phục vụ như tàu hộ tống cho tàu sân bay đồng thời thực hành ngư lôi và tác xạ.
Sau khi tham gia một cuộc đua thuyền vào tháng 9, Jacob Jones chuẩn bị lên đường sang Châu Âu để gia nhập Hải đội 40-T tại Địa Trung Hải. Được tổ chức vào tháng 9 năm 1936 để bảo vệ và di tản công dân Hoa Kỳ khỏi Tây Ban Nha trong cuộc Nội chiến tại đây, hải đội được duy trì tại khu vực Tây Địa Trung Hải. Khởi hành từ Norfolk vào ngày 26 tháng 10, nó đi đến Gibraltar vào ngày 6 tháng 11, rồi đi đến Villefranche vào ngày 17 tháng 11. Nó hoạt động tuần tra từ cảng của Pháp trên bờ Địa Trung Hải này cho đến ngày 20 tháng 3 năm 1939; viếng thăm Algiers từ ngày 24 đến ngày 25 tháng 3 năm 1939; và trong bảy tháng tiếp theo đã đi đến nhiều cảng châu Âu trải từ Rotterdam đến Lisboa. Rời Lisbon ngày 4 tháng 10, nó lên đường quay về Hoa Kỳ, về đến Norfork vào ngày 14 tháng 10. Tiếp nối các hoạt động ven biển, chiếc tàu khu trục tuần tra phòng không tại khu vực từ Norfolk đến Newport và vào tháng 12 đã hộ tống cho tàu ngầm Seadragon trong chuyến đi chạy thử máy tại vùng biển Caribe.

### Thế Chiến II
Sau hai tháng bảo trì và khảo sát tại Norfolk, Jacob Jones khởi hành đi vào Charleston ngày 4 tháng 4 năm 1940 để tham gia nhiệm vụ Tuần tra Trung lập. Được tổ chức vào tháng 9 năm 1939 nhằm đối phó lại cuộc xung đột tại châu Âu, việc tuần tra là nhằm theo dõi và báo cáo về sự di chuyển của các bên đối đầu tại các vùng biển thuộc Tây Bán Cầu, với mục đích căn bản là "nhằm nhấn mạnh sự sẵn sàng của Hải quân Hoa Kỳ trong việc phòng thủ Tây Bán Cầu". Đến tháng 6, sau hai tháng Tuần tra Trung lập, nó quay trở lại nhiệm vụ huấn luyện học viên sĩ quan.
Vào tháng 9, Jacob Jones khởi hành từ Norfolk đi New London, Connecticut, nơi thủy thủ đoàn của nó trải qua đợt huấn luyện dò âm chống tàu ngầm khẩn trương. Quay trở lại Norfork vào ngày 6 tháng 12 trong một thời gian ngắn, nó lên đường đi Key West tiếp tục hoạt động huấn luyện chống tàu ngầm; rồi quay trở lại nhiệm vụ Tuần tra Trung lập vào tháng 3 năm 1941, hoạt động trải rộng từ Key West cho đến eo biển Yucatan. Đến tháng 5, nó gia nhập cùng các con tàu đang canh gác tại các vùng biển dưới quyền kiểm soát của phe Vichy Pháp: các quần đảo Martinique và Guadeloupe thuộc Tiểu Antilles. Nó ở lại vùng Caribe suốt mùa Hè đó.
Ngày 30 tháng 9 năm 1941, Jacob Jones rời vịnh Guantanamo cùng Đội khu trục 54 để chuẩn bị cho nhiệm vụ hộ tống vận tải tại Bắc Đại Tây Dương. Nó trải qua hai tháng bảo trì và khảo sát tại Norfolk, và vào ngày 1 tháng 12 năm 1941 đã lên đường tiến hành huấn luyện hộ tống vận tải dọc theo bờ biển New England. Rời cảng Boston ngày 12 tháng 12, nó đi đến Căn cứ hải quân Argentia, Newfoundland bắt đầu nhiệm vụ hộ tống. Ngày 16 tháng 12, nó hộ tống các tàu ngầm Mackerel và S-33 đi qua vùng biển động để đến Boston, rồi quay trở lại Argentia vào ngày 24 tháng 12; lại rời Argentia vào ngày 4 tháng 1 năm 1942 hộ tống Albatross và Linnet. Đang khi trên đường gia nhập Đoàn tàu vận tải SC 63 hướng sang quần đảo Anh, nó bắt được tín hiệu dò âm dưới nước của tàu ngầm đối phương và tấn công bằng mìn sâu, nhưng bị mất tín hiệu không lâu sau đó, và tiếp tục hộ tống các tàu gia nhận đoàn vận tải trước khi quay trở về Argentia vào ngày 5 tháng 1.
Khởi hành từ Argentia vào ngày 14 tháng 1 năm 1942, Jacob Jones gia nhập Đoàn tàu HX 169 để hướng đến Iceland. Đoàn tàu gặp phải một cơn bão mạnh; biển động mạnh và gió giật lên đến cấp 9 đã làm phân tán các con tàu trong đoàn tàu. Tách ra khỏi đoàn tàu, nó di chuyển độc lập đến Hvalfjörður, Iceland; cho dù gặp khó khăn do thiếu nhiên liệu, la bàn con quay không hoạt động, la bàn từ sai lệch và bị bão tố liên tục, nó vẫn đến nơi vào ngày 19 tháng 1. Năm ngày sau, nó hộ tống ba tàu buôn quay về Argentia. Một lần nữa, giông tốc và biển động lại làm phân tán các con tàu, và nó tiếp tục đi đến Argentia cùng một tàu buôn Na Uy. Nó phát hiện và tấn công một tàu ngầm đối phương vào ngày 2 tháng 2 năm 1942, nhưng cuộc tấn công bằng mìn sâu không đem lại kết quả rõ ràng. Về đến Argentia vào ngày 3 tháng 2, nó lại lên đường ngay ngày hôm sau gia nhập Đoàn tàu ON 59 hướng đến Boston. Đến nơi vào ngày 8 tháng 2, nó trải qua một tuần lễ sửa chữa, lên đường đi Norfork vào ngày 15 tháng 2, rồi ba ngày sau lại di chuyển từ Norfork đến New York.
Trong một nỗ lực nhằm giảm thiểu tổn thất tàu buôn Đồng Minh dọc theo bờ biển Đại Tây Dương, Phó đố đốc Adolphus Andrews, Tư lệnh Lực lượng Tiền duyên phía Đông, cho thành lập một lực lượng tuần tra chống tàu ngầm lưu động. Dưới quyền chỉ huy của Hạm trưởng, Thiếu tá Hải quân Hugh David Black, Jacob Jones khởi hành từ New York vào ngày 22 tháng 2 cho nhiệm vụ này. Đang khi tuần tra qua eo biển ngoài khơi tàu hải đăng Ambrose, nó phát hiện tín hiệu dường như của tàu ngầm đối phương, và đã lập tức tấn công. Trong vòng năm giờ, con tàu đã tiến hành mười hai lượt tấn công bằng mìn sâu, thả tổng cộng 57 quả. Những vệt dầu loang xuất hiện trong sáu lượt tấn công sau cùng, nhưng không có mảnh vỡ nào được phát hiện. Sau khi sử dụng hết đạn dược, nó phải quay về New York để tiếp đạn. Các cuộc điều tra sau này không thể kiểm chứng việc Jacob Jones đã đánh đắm tàu ngầm đối phương.

### Số phận
Sáng ngày 27 tháng 2 năm 1942, Jacob Jones rời cảng New York di chuyển về phía Nam dọc theo bờ biển New Jersey để tuần tra tại khu vực giữa Barnegat và Five Fathom Bank. Không lâu sau khi khởi hành, nó nhận được lệnh tập trung hoạt động tuần tra vào vùng biển ngoài khơi mũi May và Delaware Capes. Lúc 15 giờ 30 phút, nó trông thấy xác tàu đang cháy của chiếc tàu chở dầu R. P. Resor bị trúng ngư lôi ngày hôm trước về phía Đông Barnegat; chiếc tàu khu trục tìm kiếm những người sống sót chung quanh xác tàu đắm trong hai giờ trước khi tiếp tục hành trình về phía Nam. Di chuyển với tốc độ đều đặn 15 hải lý trên giờ (28 km/h; 17 mph) ở vùng biển lặng, nó báo cáo vị trí lần sau cùng lúc 20 giờ 00 rồi giữ im lặng vô tuyến. Đêm đó có trăng tròn và tầm nhìn tốt.
Sáng sớm ngày 28 tháng 2 năm 1942, không bị phát hiện, tàu ngầm Đức U-578 bắn một loạt ngư lôi nhắm vào chiếc tàu khu trục. Các quả ngư lôi không bị phát hiện và hai hoặc ba quả ngư lôi đã liên tiếp đánh trúng vào mạn trái. Quả ngư lôi thứ nhất đánh trúng ngay phía sau cầu tàu và gây hư hại nghiêm trọng. Rõ ràng là nó đã kích nổ hầm đạn, thổi tung mọi thứ phía trước, phá hủy cầu tàu, phòng hải đồ và phòng nghĩ của sĩ quan và hạ sĩ quan. Khi con tàu chết đứng giữa biển và không có khả năng gửi tín hiệu cầu cứu, một quả ngư lôi thứ hai đánh trúng cách đuôi tàu 40 ft (12 m), thổi tung toàn bộ phần phía sau tàu bên trên lườn tàu và trục chân vịt, phá hủy khoang nghĩ phía sau, chỉ để lại phần giữa tàu nguyên vẹn.
Ngoại trừ 25 đến 30 sĩ quan và thủy thủ, những người còn lại kể cả Thiếu tá Black đều bị thiệt mạng trong vụ nổ. Những người sống sót, bao gồm một sĩ quan liên lạc bị thương nặng và mê sảng, chuyển sang các xuồng cứu sinh. Phần còn lại của Jacob Jones tiếp tục nổi trong khoảng 45 phút, cho phép những người sống sót rời tàu trên bốn hoặc năm bè. Không đầy một giờ sau các vụ nổ ban đầu, nó chìm với đuôi chìm trước; và khi nó biến mất dưới làn nước Đại Tây Dương, các quả mìn sâu của nó phát nổ, làm thiệt mạng nhiều người sống sót trên chiếc bè lân cận, giống như điều đã xảy ra đối với chiếc USS Jacob Jones (DD-61) vào năm 1917.
Đến 08 giờ 10 phút, một máy bay trinh sát Lục quân phát hiện những chiếc bè và đã báo cáo vị trí của chúng cho chiếc Eagle 56 thuộc lực lượng tuần tra gần bờ. Đến 11 giờ 00, khi gió mạnh và biển động buộc phải hủy bỏ việc tìm kiếm, nó đã vớt được 12 người sống sót, nhưng có một người từ trần trên đường quay về mũi May. Việc tìm kiếm những người sống sót khác của Jacob Jones được máy bay và tàu chiến thực hiện trong hai ngày tiếp theo nhưng không mang lại kết quả.